# Symplocos canescens
Symplocos canescens är en tvåhjärtbladig växtart som beskrevs av B. Ståhl. Symplocos canescens ingår i släktet Symplocos och familjen Symplocaceae. Inga underarter finns listade i Catalogue of Life.